# Association de la Sainte-Enfance
 (mars 2012).
Si vous disposez d'ouvrages ou d'articles de référence ou si vous connaissez des sites web de qualité traitant du thème abordé ici, merci de compléter l'article en donnant les références utiles à sa vérifiabilité et en les liant à la section « Notes et références ».

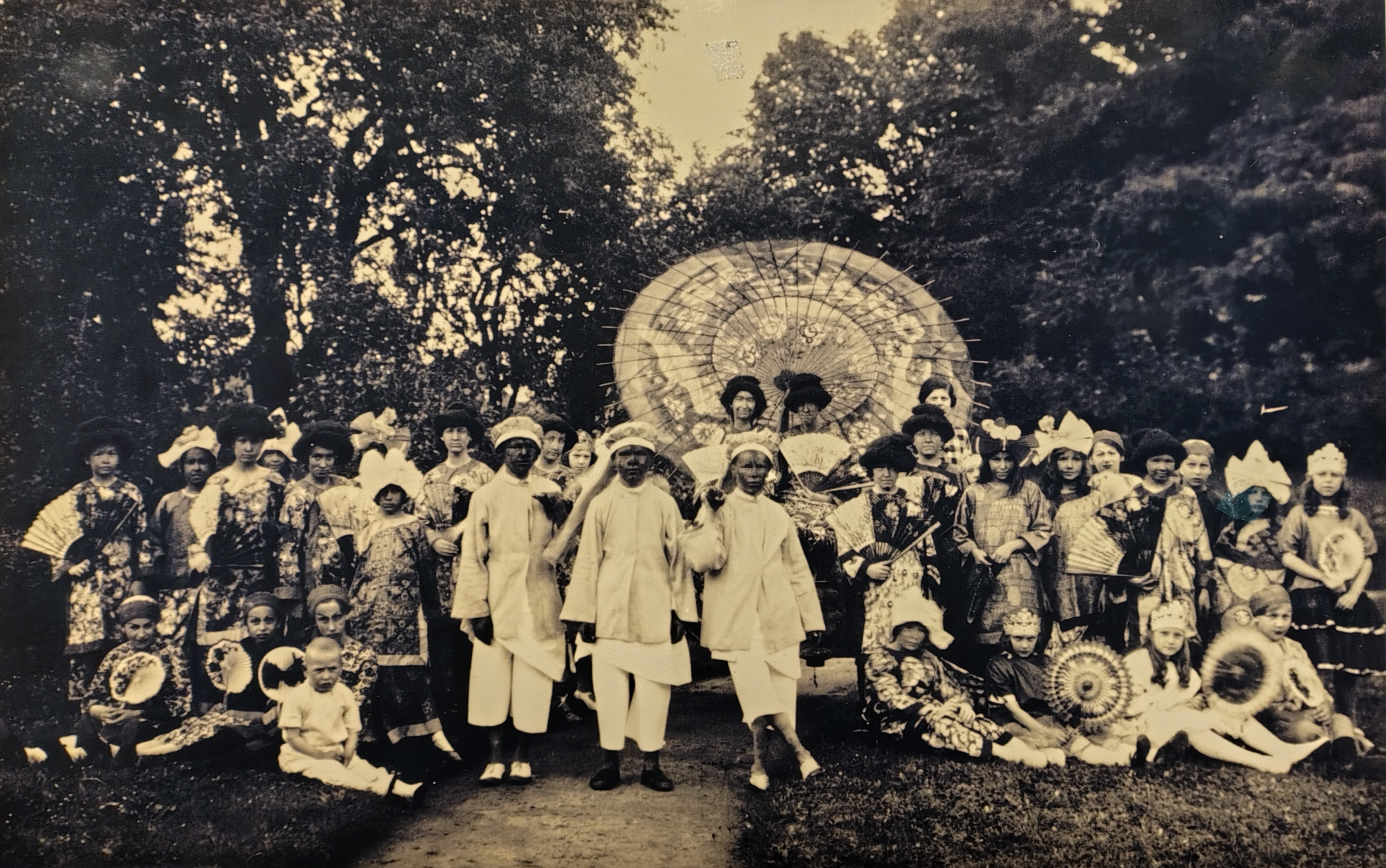
Groupe d'enfants de l'Association néerlandaise habillés en Chinois, vers les années 1930

L’association pontificale de la Sainte-Enfance, ou Œuvre pontificale de la Sainte-Enfance (Pontificium Opus a Sancta Infantia), est une œuvre caritative catholique au service des missions. Son siège était autrefois au 44, rue du Cherche-Midi, Paris 6e. Elle s'appelle aujourd'hui Œuvre pontificale de l'Enfance missionnaire, ou simplement l’Enfance missionnaire. Sa direction nationale est au 5, rue Monsieur, 75007 Paris.

## Historique
C'est en 1843 que Mgr de Forbin-Janson, évêque de Nancy, fonde l'Association de la Sainte-Enfance. Rapidement approuvée par le pape, l'œuvre est élevée au rang d'institution canonique le 18 juillet 1856 par un bref de Pie IX, ce qui lui confère un cardinal protecteur et fait que les évêques sont invités à la recevoir dans leurs diocèses respectifs. Léon XIII la bénit dans son encyclique Sancta Dei civitas du 3 décembre 1890, et la recommande aux évêques. Elle devient œuvre pontificale missionnaire en 1922. Avec trois autres organisations, son objectif est de « promouvoir l'esprit missionnaire et universel au sein du peuple de Dieu, tout en assurant la collecte et la distribution de subsides aux missionnaires, à leurs œuvres et aux projets dans les Églises locales les plus pauvres du monde. Elle est surtout axée au départ vers les missions chinoises et permet en particulier de financer nombre de projets émanant des Missions étrangères de Paris.
L'Association est dirigée au début par un conseil de quinze prêtres et quinze laïcs à Paris, seul titulaire du droit de la direction d'ensemble et de l'attribution générale des fonds.

### Au Canada
L' « Œuvre de la Sainte-Enfance » a été très active auprès des enfants et adolescents canadiens français depuis la fin du XIXe siècle jusqu'aux années 1960. « En gros, son fonctionnement est le suivant : pour devenir associée, il faut avoir moins de vingt et un ans, donner un sou par mois et réciter certaines prières. Passé vingt et un an, il faut également être membre de l'Œuvre de propagation de la foi [...] pour rester associée. “L'évangélisation des enfants par les enfants”, c'est ainsi qu'on pourrait résumer le discours initial de l'Œuvre. »
Les enfants et adolescents étaient invités à faire des dons modestes (un, cinq puis vingt-cinq cents selon les époques) par lesquels ils avaient la conviction de participer à la protection et, surtout, à la conversion d'enfants païens dans le monde, en particulier en Chine. Les enfants disaient naïvement qu'ils « achetaient des petits Chinois » : « Beaucoup au Québec se rappellent avoir “acheté des petits Chinois” [...] à l'école. D'autres, comme toi et moi peut-être, ont entendu parler de cette histoire de la bouche d'une grande-tante, d'une mère, d'un voisin. » L'historienne Catherine Larochelle a étudié plus de deux cents lettres envoyées des quatre coins du Canada français, entre 1890 et 1930, à la direction parisienne de la Sainte-Enfance à Paris avec des dons sous forme de timbres oblitérés.

## Chapelle de l'Enfance missionnaire à Notre-Dame de Paris
Une chapelle du bas-côté nord de la cathédrale Notre-Dame de Paris consacrée à Jésus Enfant est affectée à la Sainte-Enfance. On peut y voir une statue du Christ illustrant la parole de l'Évangile: « Laissez venir à moi les petits enfants » (Mt 19:14) et l'on y vénère depuis 1920 les reliques de saint Paul Tchen, un des 120 martyrs de Chine béatifiés en 1909 et canonisés en 2000.
Saint Paul Tchen, né le 11 avril 1838 à Sintchen dans la province de Kouytchéou (Guizhou), est devenu séminariste en 1860 à Tsingay, après avoir été scolarisé par l'Œuvre de la Sainte-Enfance. Il y sera arrêté et décapité avec Joseph Tchang, un autre séminariste, deux autres chrétiens et la cuisinière, le 29 juillet 1861. C'est le premier saint, séminariste et martyr chinois scolarisé par l'Œuvre.

## Aujourd'hui
- France : L'Œuvre s'adresse aux enfants (jusqu'à 14 ans) en les incitant à participer à la coopération missionnaire de projets éducatifs ou caritatifs pour les enfants nécessiteux du monde entier.
- Angleterre et pays de Galles : Aujourd'hui appelée Mission Together, l'association est active dans les écoles catholiques depuis plus de 160 ans, recueillant les contributions des jeunes pour financer des projets éducatifs et médicaux dans les pays pauvres.
- États-Unis : L'association, dont le siège est à Pittsburgh, a été confiée aux soins des pères du Saint-Esprit en 1893.
- Allemagne: L'Œuvre est surtout connue pour la patronnage des chanteurs à l'étoile, qui recueillent des dons en faveur d'activités caritatives d'aide à l'enfance défavorisée.